# Apodi (Brasile)
Apodi è un comune del Brasile nello Stato del Rio Grande do Norte, parte della mesoregione dell'Oeste Potiguar e della microregione di Chapada do Apodi.